# Los del Río
A Los del Río spanyol popegyüttes. 1962-ben alakultak meg a sevillai Dos Hermanas-ban. Legismertebb számuk az 1994-es "Macarena". Tiszteletükre városuk róluk nevezte el a koncerttermét.

## Tagjai
- Antonio Romero Monge
- Rafael Ruíz Perdigones

## Diszkográfia
- A mí me gusta (1993)
- Calentito (1994)
- Macarena Non Stop (1995)
- Colores (1996)
- Fiesta Macarena (1997)
- Baila (1999)
- Río de sevillanas (2003)
- P'alante (2004)
- Quinceanera Macarena (2008)
- Retrato a Sevilla (2011)
- Vámonos que nos vamos (2012)